# チャプター1: マンダロリアン
「チャプター1: マンダロリアン」（"Chapter 1: The Mandalorian"）は、ジョージ・ルーカス創造のキャラクターを基としたアメリカ合衆国のウェブシリーズ『マンダロリアン』のシリーズ初回である。アメリカ合衆国、カナダ、オランダでは2019年11月12日にDisney+で配信された。日本でもディズニーデラックスで配信されている。脚本はシリーズのショーランナーであるジョン・ファヴローが執筆し、デイブ・フィローニが監督した。

## プロット
銀河帝国の崩壊から5年後、とあるマンダロリアンのバウンティハンターがバーでの乱闘の末に賞金首を捕らえ、自身の船であるレイザー・クレスト号に乗ってギルド・ホールに戻り報酬を受け取る。マンダロリアンはギルドのリーダーであるグリーフ・カルガと会い、大きな賞金を得るために彼は詳細不明の仕事があるというクライアントを紹介される。
帝国軍のストームトルーパーを護衛にするクライアントはターゲットの年齢（50歳）と最後に目撃された場所のみの情報を与え、代わりに報酬として大量のベスカーを提示する。ベスカーはマンダロリアンのアーマーの材料となる希少金属であり、彼は頭金としてインゴットを1つ受け取る。彼は仲間のマンダロリアンの住む隠れ家でアーマー職人と会い、ベスカーを渡して新しい肩甲を作ってもらう。職人はこれはかつての大粛正で集められたものであり、大量にあれば孤児を援助できると語る。
マンダロリアンは砂漠の惑星アーヴァラ7を訪れ、現在そこに住み着いている犯罪者と傭兵を排除したいと考えている原住民のクイールと知り合い、協力関係となる。目的地までの移動用車両が無いため、クイールはマンダロリアンにブラーの乗り方を教える。隠れ家にたどり着いたマンダロリアンはバウンティハンター・ドロイドのIG-11と成り行きで手を組む。彼らは施設からニクトの警備兵を排除し、そのターゲットが緑で大きな耳の幼い生物であることを知る。IG-11が生物を殺そうとするとマンダロリアンはそれを守るためにドロイドを破壊する。

## 製作

### 構想
ディズニーは新作の『スター・ウォーズ』の実写シリーズを2019年11月12日にDisney+で配信することを発表した。製作費はシリーズ全体で1億ドル以上、1話あたり1500万ドルである。「チャプター1 マンダロリアン」はデイヴ・フィローニが監督を務めた。フィローニは『スター・ウォーズ/クローン・ウォーズ』と『スター・ウォーズ 反乱者たち』で知られている。また脚本はシリーズのショーランナー兼エグゼクティブ・プロデューサーであるジョン・ファヴローが執筆した

### キャスティング
2018年11月、ペドロ・パスカル、ジーナ・カラーノ、ニック・ノルティの出演が発表された。ファヴローとの面会後、パスカルは当初はボバ・フェットを演じる者だと思い込んでいた。2018年12月12日、ジャンカルロ・エスポジート、カール・ウェザース、エミリー・スワロー、オミッド・アブタヒ、ヴェルナー・ヘルツォークがメインキャストに加わった。2019年3月21日、タイカ・ワイティティがシリーズに声優として収録に参加したことが明かされ、当初は賞金稼ぎドロイドのIG-88と推測されていたが、後にそれはIG-11という新キャラクターであることが判明した。2019年4月、スター・ウォーズ セレブレーションでの映像でビル・バーとマーク・ブーン・ジュニアがシリーズに加わり、バーがアウトローを演じることが発表された。同年8月のD23 Expoではミンナ・ウェンのシリーズ参加が明らかとなった。9月にはジュリア・ジョーンズのキャスト入りが発表された。

### 撮影
主要撮影は2018年10月の第1週に南カリフォルニアで始まった。

### 音楽
エピソードのサウンドトラックはルドウィグ・ゴランソンが作曲した。
| #         | タイトル                  | 作詞  | 作曲・編曲 | 時間 |
| --------- | ------------------------- | ----- | ---------- | ---- |
| 1.        | 「Hey Mando!」            |       |            | 2:13 |
| 2.        | 「Face to Face」          |       |            | 5:13 |
| 3.        | 「Back for Beskar」       |       |            | 2:25 |
| 4.        | 「HammerTime」            |       |            | 2:17 |
| 5.        | 「Blurg Attack」          |       |            | 1:25 |
| 6.        | 「You Are a Mandalorian」 |       |            | 3:55 |
| 7.        | 「Bounty Droid」          |       |            | 3:02 |
| 8.        | 「The Asset」             |       |            | 1:35 |
| 9.        | 「The Mandalorian」       |       |            | 3:18 |
| 合計時間: | 合計時間:                 | 25:23 |            |      |

## 評価
Rotten Tomatoesでは78件のレビューで支持率は88%、平均点は7.75/10となった。Metacriticでは27件のレビューで加重平均値は69/100と示された。『ロサンゼルス・タイムズ』のロレーヌ・アリは第1話を「堅実で面白いブロックバスター」と評した。RogerEbert.comのブライアン・タレリコは初回を「番組の中心のキャラクターのようで、この男は仕事を知っている。視聴者を引きつけ、毎月のサブスクリプション・コストが更新される事に彼らを引きつけ続ける。『マンダロリアン』はまさにそれを行う可能性が高いと感じている」と述べた。『ヴァルチャー』のキース・フィップスは「『マンダロリアン』が立ち上がったことで（中略）エピソード4のカンティーナの場面と『ローグ・ワン』全体の怪しげな裏側垣間見れる」と評した。『Salon』のメラニー・マクファーランドは「『マンダロリアン』の始まりはフォースが強い」と述べた。
『Vox Media』のエミリー・ヴァンデルヴェルフは「『マンダロリアン』は『スター・ウォーズ』、マカロニ・ウェスタン、そしてプレステージテレビのブレンドだ。大丈夫。だけどDisney+はそれ以上のものを望んではいけないだろうか?」と評した。彼女は更に最初の5分間を「引き延ばし」と指摘した。